# Benjamin (Texas)
Benjamin város az USA Texas államában. Lakosainak száma 196 fő (2020. április 1.).

## Népesség
A település népességének változása:

| 2010 | 258 |
| 2020 | 196 |